# 용절덕비
용절덕비 김씨(容節德妃 金氏, ? ~ 1102년 음력 3월)는 고려의 제10대 국왕인 정종의 후궁이다.

## 생애
본관은 경주이다. 경주 출신으로, 아버지는 문하시중을 지낸 김원충이다. 또 시동생 문종의 제5비 인목덕비와는 자매가 된다. 김원충은 정종의 묘정에 배향된 인물이며, 김인위의 아들이라는 설이 있다.. 김인위는 현종의 제8비인 원순숙비, 이자연의 처 계림국대부인의 아버지이다.
1040년(정종 6년) 음력 10월 8일에 정종의 왕비에 책봉되어, 그 호를 연흥궁주(延興宮主)라고 하였다. 김씨는 1102년(숙종 7년) 음력 3월에 사망하였으며, 숙종이 교서를 내려 덕비(德妃)에 추봉하고 시호를 용절(容節)이라 하였다. 소생은 없었으며, 능지에 대한 기록은 남아있는 것이 없다.

## 가족 관계
- 아버지 : 김원충(金元冲, 생몰년 미상)
  - 자매 : 문종 제5비 인목덕비(仁穆德妃, ?~1094)
- 시아버지 : 제8대 현종(顯宗, 992~1031 재위:1009~1031)
- 시어머니 : 원성왕후(元成王后, ?~1028)
  - 남편 : 제10대 정종(靖宗, 1018~1046 재위:1034~1046)